# Chang'e 3

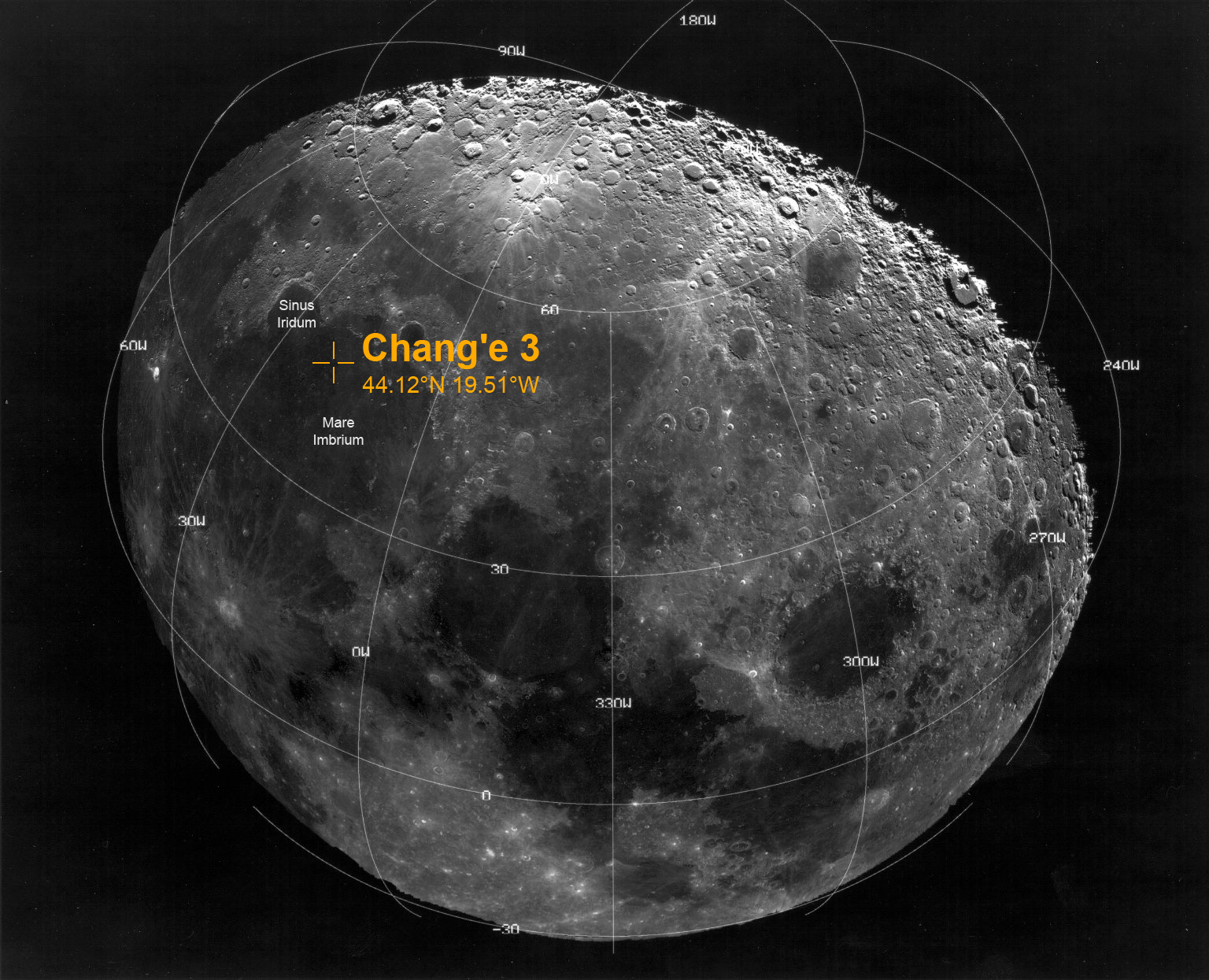
De geplande landingsplaats was Sinus Iridum, een met lava gevulde krater met een diameter van 249 km. De landing vond uiteindelijk plaats op Mare Imbrium.

Chang'e 3 (Chinees: 嫦娥三号; pinyin: Cháng'é Sānhào) is een onbemande Chinese missie naar de Maan in 2013. Het was de eerste keer dat de Chinezen op de Maan landden en tevens de eerste keer in 37 jaar dat een ruimtevaartuig een zachte landing op de Maan maakte.

## Achtergrond
De missie is onderdeel van de tweede fase van het Chinese Maanprogramma, dat vernoemd is naar Chang'e, de Chinese godin van de Maan. Het volgt twee eerdere missies van het programma, Chang'e 1 (2007) en Chang'e 2 (2010). In deze eerste fase werden ruimtesondes in een baan rond de Maan gebracht.
Rond 2019, als de Chang'e 3-missie en de daaropvolgende Chang'e 4-missie met succes zijn volbracht, begint de derde fase van het Chinese ruimtevaartprogramma naar de Maan. Deze omvat een terugkeercapsule om grondmonsters van de Maan terug naar de Aarde te brengen. Met een boormachine zullen monsters tot op een diepte van twee meter kunnen worden verzameld. De eerste bemande Chinese missie naar de Maan staat in de planning voor de periode 2025-2030.

## Verloop
De Chang'e 3 werd op 2 december 2013 om 1:30 's ochtends (plaatselijke tijd) gelanceerd met een Lange Mars 3B-raket vanaf de lanceerbasis in Xichang. De lancering werd rechtstreeks uitgezonden op de Chinese televisie. Het ruimtevaartuig werd vervolgens in een baan rond de Maan gebracht, waarna de Chang'e 3-lander (en een rover) zich van de hoofdmodule afscheidde en een zachte landing op de Maan maakte. De landingsmodule maakte op 14 december om 14.12 (CET) een zachte landing op het Maanoppervlak. De uitgekozen landingsplaats was Sinus Iridum (44,1° NL, 31,5° WB), een plat gebied van basalt dat in noordwestelijke richting vanuit de Mare Imbrium uitsteekt. De lander beschikte over een grondboor om in het Maanoppervlak te graven en grondmonsters te nemen. Hoewel de Chinese overheid karig is met gegevens omtrent de voortstuwing levert de hoofdmotor tussen de 1500 en 7500 newton stuwkracht, regelbaar tot 7½ N. De diameter van de uitlaat is 60 cm.
Na de landing werd een rover uitgezet die in een periode van drie maanden een afstand van drie km over de Maan moest afleggen, de Joetoe (Chinees: 玉兔; pinyin: Yùtù, "jadekonijn"). De rover stuurde rechtstreeks videobeelden terug naar de Aarde middels een panoramacamera. Verder beschikte het over een grondradar en twee spectrometers. Het voertuig heeft een hoogte van 1,5 meter en een gewicht van 120 kilo (waaronder 20 kilo instrumenten). Het heeft zes wielen en is ontworpen om hellingen te nemen en obstakels te vermijden. Een thermo-elektrische radio-isotopengenerator werd gebruikt als energiebron, zodat de rover niet afhankelijk was van zonlicht.
Op 26 januari 2014 ontstonden er, net voor het ingaan van de tweede maannacht, technische problemen met de rover. De oorzaak is vermoedelijk gelegen in elektromotoren welke de zonnepanelen in slaapstand moeten zetten om de koude maannacht te kunnen doorstaan. Een mogelijke oorzaak is een botsing met een rotsblok. Hoewel de rover technische proeven in een Chinees woestijngebied onderging, bleek na het neerkomen dat de maanbodem in het geselecteerde landingsgebied een aanzienlijk ruiger oppervlak vertoonde dan waar men oorspronkelijk van uitging. Hoewel ontworpen op een levensduur van slechts drie maanden, functioneert het wagentje nog altijd; de wetenschappelijke instrumenten zijn inmiddels uitgevallen. De rover moet als verloren beschouwd worden, heeft slechts 100 meter afgelegd over het maanoppervlak en bevindt zich op 17 meter van de lander, die medio september nog steeds functioneerde en is ontworpen op een levensduur van een jaar. Het is echter zaak zo veel mogelijk fouten uit het ontwerp te halen voor toekomstige missies, daarom houdt de vluchtleiding tevens radiocontact met de rover om er achter te komen hoelang de diverse technische systemen het op de maan uithouden. Gedurende iedere maannacht koelt het wagentje af tot −180 °C.